# Lima (Ohio)
Lima je město a hlavní sídlo Allen County v Ohiu ve Spojených státech. Město se nachází na severozápadě státu na dálnici I-75, asi 116 km severně od města Dayton a 126 km jihovýchodně od Toleda.

## Historie
Lima byla založena v roce 1831. Hned po vzniku se Lima rychle zvětšovala, ale opravdový rozmach nastal po objevení velkých ložisek ropy v roce 1885. Podle sčítání lidu v roce 2010 má město 38 774 obyvatel a rozlohu 33,4 km2. Současným starostou je David J. Berger.
Na to jak je Lima velká, se ve městě nachází jen málo historických budov, protože v průběhu let byly všechny zbořeny, nebo jejich architektura pokažena. Stará rezidenční oblast „Golden Block“ byla téměř celá zbořena v šedesátých letech, zůstaly pouze MacDonnel House a původní sídlo YWCA. Dnes se ve městě nachází historická část, která je chráněna památkovým ústavem Spojených států, ve které se nachází mimo jiné budova okresního soudu, pošta, hotel Argonne a budova Neal Clothing Building.